# Xaçınçay su anbarı
Xaçınçay su anbarı är en reservoar i Azerbajdzjan.   Den ligger i distriktet Ağdam, i den centrala delen av landet, 260 km väster om huvudstaden Baku. Xaçınçay su anbarı ligger 497 meter över havet. Arean är 0,38 kvadratkilometer. Den sträcker sig 0,8 kilometer i nord-sydlig riktning, och 0,9 kilometer i öst-västlig riktning.